# 구성시
구성시(龜城市)는 평안북도 중앙부에 있는 소도시이고, 본래 구성군으로 불리다가 1967년 8월 1일에 시로 승격했다. 고려-요 전쟁의 격전지였던, 귀주대첩 전쟁터가 바로 이 곳에 있기도 하다.

## 위치
서북쪽은 천마군, 북쪽은 대관군, 동쪽은 태천군, 남쪽은 정주시와 곽산군, 서남쪽은 선천군으로 둘러싸여 있다. 천마군은 본래 구성시의 일부였다가 1952년 8월 1일에 분리되었다.
전체 시 면적의 64퍼센트는 숲 지대, 22퍼센트는 경작지이다. 최고봉은 해발 920미터의 청룡산이다.

## 역사
고려시대에 이곳에는 만년군이 놓여져 있었다. 992년부터 귀주로 불렸고 1231년에는 정원대도호부가 놓여졌다. 조선시대에는 구성군에 속했고 이후 구성도호부가 되었다. 1895년에 23부제가 시행되면서 의주부 구성군이 되었다.
| Daedongyeojido (Gyujanggak) 07-06.jpg | Daedongyeojido (Gyujanggak) 07-05.jpg |
| Daedongyeojido (Gyujanggak) 08-05.jpg | Daedongyeojido (Gyujanggak) 08-04.jpg |

현재의 구성군의 범위는 1952년 8월 1일의 북한의 행정구역 개편에 의해 만들어진 것으로 그전까지는 현재의 천마군을 포함하고 있었다. 그리고 1952년 12월 1일에 구성군 구성면·동산면·오봉면·방현면·서산면·로동면의 전역, 리현면의 일부와 태천군 원면의 일부를 합병해 구성군을 재편성(1읍 26리)하였다. 1967년 8월 1일에 시로 승격했다.

## 행정 구역
구성시는 현재 24동(동문동(東門洞), 성안동(城安洞), 역전동(驛前洞), 청년동(靑年洞), 새날동, 새골동, 서성동(西城洞), 남산동(南山洞), 백석동(白石洞), 방직동(紡織洞), 과일동, 서산동(西山洞), 리구동(犂邱洞), 상단동(上端洞), 양하동(陽下洞), 상석동(上石洞), 운양동(雲陽洞), 차흥1동(車興1洞), 차흥2동(車興2洞), 약수동(藥水洞), 백운동(白雲洞), 신흥1동(新興1洞), 신흥2동(新興2洞), 남창동(南倉洞))과 18리(금풍리(金豊里), 동산리(東山里), 룡풍리(龍豊里), 남산리(南山里), 오봉리(五峯里), 기룡리(氣龍里), 남흥리(南興里), 조양리(朝陽里), 청송리(靑松里), 발산리(鉢山里), 원진리(元鎭里), 대안리(大安里), 청룡리(靑龍里), 중방리(中坊里), 백상리(白上里), 운풍리(雲豊里), 신풍리(新豊里), 금산리(金産里))가 있다.
25동 중 하나였던 방현동은 미사일 관련산업 종사자 전용구역으로 외부인이 통제되며, 2018년 2월 10일 전격적으로 평안남도의 평양시로 편입되었다.

## 기후
연평균 기온은 섭씨 9.8도로, 1월 평균 기온은 영하 6.6도, 8월 평균 기온은 24.2도이다. 기후는 건조한 편이다. 연평균 강수량은 1,200밀리미터이다.
| 구성시의 기후                                 | 구성시의 기후 | 구성시의 기후 | 구성시의 기후 | 구성시의 기후 | 구성시의 기후 | 구성시의 기후 | 구성시의 기후 | 구성시의 기후 | 구성시의 기후 | 구성시의 기후 | 구성시의 기후 | 구성시의 기후 | 구성시의 기후   |
| 월                                            | 1월           | 2월           | 3월           | 4월           | 5월           | 6월           | 7월           | 8월           | 9월           | 10월          | 11월          | 12월          | 연간            |
| --------------------------------------------- | ------------- | ------------- | ------------- | ------------- | ------------- | ------------- | ------------- | ------------- | ------------- | ------------- | ------------- | ------------- | --------------- |
| 일평균 최고 기온 °C (°F)                      | −0.7 (30.7)   | 2.3 (36.1)    | 8.8 (47.8)    | 16.9 (62.4)   | 23.1 (73.6)   | 26.8 (80.2)   | 28.4 (83.1)   | 29.2 (84.6)   | 25.7 (78.3)   | 18.5 (65.3)   | 8.5 (47.3)    | 0.2 (32.4)    | 15.6 (60.1)     |
| 일일 평균 기온 °C (°F)                        | −6.6 (20.1)   | −3.4 (25.9)   | 2.7 (36.9)    | 10.1 (50.2)   | 16.4 (61.5)   | 21.1 (70.0)   | 24.1 (75.4)   | 24.2 (75.6)   | 19.1 (66.4)   | 11.6 (52.9)   | 3.0 (37.4)    | −4.9 (23.2)   | 9.8 (49.6)      |
| 일평균 최저 기온 °C (°F)                      | −11.7 (10.9)  | −8.6 (16.5)   | −2.4 (27.7)   | 3.8 (38.8)    | 10.4 (50.7)   | 16.3 (61.3)   | 20.5 (68.9)   | 20.3 (68.5)   | 13.9 (57.0)   | 5.9 (42.6)    | −1.6 (29.1)   | −9.4 (15.1)   | 4.8 (40.6)      |
| 평균 강수량 mm (인치)                         | 6.1 (0.24)    | 17.7 (0.70)   | 23.3 (0.92)   | 53.5 (2.11)   | 87.6 (3.45)   | 123.0 (4.84)  | 342.4 (13.48) | 312.6 (12.31) | 91.8 (3.61)   | 52.6 (2.07)   | 55.2 (2.17)   | 16.6 (0.65)   | 1,182.4 (46.55) |
| 평균 강수일수 (≥ 0.1 mm)                      | 2.8           | 3.7           | 4.1           | 5.8           | 8.0           | 9.1           | 12.2          | 10.8          | 6.3           | 6.0           | 6.4           | 5.7           | 80.9            |
| 평균 강설일수                                 | 3.3           | 3.1           | 2.1           | 0.3           | 0.0           | 0.0           | 0.0           | 0.0           | 0.0           | 0.0           | 1.9           | 4.4           | 15.1            |
| 평균 상대 습도 (%)                            | 63.9          | 62.7          | 63.3          | 64.1          | 69.2          | 76.6          | 84.1          | 82.5          | 75.0          | 70.5          | 70.2          | 67.5          | 70.8            |
| 출처: 대한민국 기상청 (평년값: 1991년~2020년) |               |               |               |               |               |               |               |               |               |               |               |               |                 |

## 같이 보기
- 조선민주주의인민공화국의 지리
- 조선민주주의인민공화국의 행정 구역

## 참고 자료
- Dormels, Rainer. North Korea's Cities: Industrial facilities, internal structures and typification. Jimoondang, 2014. ISBN 978-89-6297-167-5